# Rose Williams
Rose Victoria Williams (ur. 18 lutego 1994 w Londynie) – angielska aktorka, wystąpiła m.in. w serialu Nastoletnia Maria Stuart.

## Filmografia

### Filmy
| Rok  | Tytuł             | Rola           | Uwagi       |
| ---- | ----------------- | -------------- | ----------- |
| 2014 | Tocks             | Jade           | krótkometr. |
| 2014 | Sunroof           | Emma           | krótkometr. |
| 2015 | Chicken           | Lil            |             |
| 2016 | Cicha namiętność  | młoda Vinnie   |             |
| 2016 | Infinite          | Lily           | krótkometr. |
| 2019 | Changeland        | Emma           |             |
| 2021 | The Power         | Val            |             |
| 2022 | Paryż pani Harris | Pamela Penrose |             |
| 2023 | Zamknięcie        | Lina           |             |

### Telewizja
| Rok       | Tytuł                        | Rola              | Uwagi              |
| --------- | ---------------------------- | ----------------- | ------------------ |
| 2014      | Na sygnale                   | Imogen Renfrew    | 1 odcinek          |
| 2014–2017 | Nastoletnia Maria Stuart     | Claude de Valois  | w głównej obsadzie |
| 2019      | Godzina policyjna            | Faith Palladino   | 7 odc.             |
| od 2019   | Sanditon                     | Charlotte Heywood | gł. rola           |
| 2019      | Medyceusze: Władcy Florencji | Katarzyna Sforza  | 4 odc.             |
| 2022      | That Dirty Black Bag         | Symone            | w gł. obsadzie     |